# Mark-Paul Gosselaar
Mark-Paul Harry Gosselaar (/ˈɡɒslər/; Los Ángeles, 1 de marzo de 1974) es un actor estadounidense conocido por sus papeles televisivos como Zack Morris en Saved by the Bell, John Clark, Jr. en NYPD Blue, Peter Bash en Franklin & Bash y Mike Lawson en Pitch.

## Biografía
Gosselaar nació en Panorama City, California, de padre holandés y madre indonesia. Sus tres hermanos nacieron en los Países Bajos. Gosselaar comenzó como niño modelo a los 5 años. Pasó su adolescencia en el Valle de Santa Clarita en el sur de California, donde asistió a la Escuela Secundaria Hart (William S. Hart High School).

## Trayectoria
Gosselaar apareció por primera vez en un papel de éxito como Zack Morris, la estrella de Salvados por la campana, que estuvo en antena desde 1988 hasta 1993. Alcanzó con este papel la fama internacional, pudiendo volver a reeditarla en el spin off Salvados por la campana, años de universidad.
Gosselaar también hizo su primera aparición cinematográfica en la película para televisión Por el amor de Nancy (1994), y siguió haciendo cine los años siguientes participando en producciones como Pacto letal (1996), Piedras y palos (1996) y Ella gritó no (1996).
En 1998 protagonizó su primera película cinematográfica, Dead Man on Campus, que aunque no fue un gran éxito, permitió a Gosselaar volver a interpretar. Ese mismo año, interpretó el personaje central en la serie dramática Hyperion Bahía, pero solo duró 17 episodios. En 2001 volvió a rodar. En este caso se trató de La Princesa y el Marine con Marisol Nichols. Prácticamente anecdótico fue su paso por DC, pues su emisión fue efímera. 
De 2001 a 2005 interpretó al detective John Clark en la serie NYPD Blue (1993), incorporándose posteriormente al reparto de Commander in Chief, protagonizada por Geena Davis, serie que sin embargo solo duró una temporada. Gosselaar también apareció en John from Cincinnati.
Parece ser que Mark-Paul Gosselaar se ha asentado definitivamente dentro del panorama televisivo norteamericano, cosechando gran éxito de crítica y público con su aparición protagonista en Ganando el juicio (Raising The Bar) de 2008, del afamado productor Steven Bochco (Canción triste de Hill Street y La ley de Los Ángeles). Más tarde, ya en 2014, tomaría otro papel protagonista en la serie Franklin & Bash. 
De su filmografía más reciente cabe destacar El golpe del siglo (2015), un thriller en el que actuó junto con Robert De Niro y Dave Bautista, y Mercancía peligrosa (2016), una película de acción que protagonizó junto con Bruce Willis.
En cuanto a series de televisión destaca Mixed-ish (2019), un spin-off de Black-ish
En el año 2020 se hizo un reboot de la Salvados por la campana con Dashiell Driscoll como guionista y algunos de sus actores principales de regreso. Tras ello, Mark ha creado un podcast muy nostálgico con Dashiell donde ven cada uno de los episodios de la serie y los comentan.

## Vida personal
Gosselaar estuvo casado con Lisa Ann Russell desde el 26 de agosto de 1996 hasta 2010. Gosselaar y Russell tienen un hijo llamado Michael Charles, y una hija, Ava Lorenn.
Mark-Paul mantiene una estrecha amistad con Mario Lopez, quien diera vida a A.C. Slater en Salvados por la campana.
Desde 2012 está casado con Catriona McGinn, de la que tiene otros dos hijos: Dekker Edward y Lachlyn Hope.

## Filmografía

### Cine
| Año  | Título                             | Papel               | Notas |
| ---- | ---------------------------------- | ------------------- | ----- |
| 1993 | White Wolves: A Cry in the Wild II | Scott James         |       |
| 1994 | The St. Tammany Miracle            | Carl                |       |
| 1995 | Twisted Love                       | D.J.                |       |
| 1996 | Specimen                           | Mike Hillary        |       |
| 1996 | Sticks & Stones                    | Dale                |       |
| 1996 | Kounterfeit                        | Paco / Danny        |       |
| 1998 | Dead Man on Campus                 | Cooper Frederickson |       |
| 2001 | Beer Money                         | Tim                 |       |
| 2015 | Heist                              | Marconi             |       |
| 2016 | Mercancía peligrosa                | Jack                |       |

### Televisión
| Año     | Título                                  | Papel                         | Notas                                         |
| ------- | --------------------------------------- | ----------------------------- | --------------------------------------------- |
| 1986    | Highway to Heaven                       | Rolf Baldt                    | Episodio: "The Torch"                         |
| 1986    | Stingray                                | Eric Murray                   | Episodio: "Below the Line"                    |
| 1986    | serie de televisión de 1985             | Tim Conrad                    | Episodio: "What Are Friends For?"             |
| 1988    | Necessary Parties                       | Chris Mills                   | Película para televisión                      |
| 1988    | The Wonder Years                        | Brad Gaines                   | Episodio: "Dance with Me"                     |
| 1988    | Punky Brewster                          | Walker Wimbley                | Episodio: "One Plus Tutor Is Three"           |
| 1988    | Charles in Charge                       | Philip                        | Episodio: "Runaround Charles"                 |
| 1988–89 | Good Morning, Miss Bliss                | Zack Morris                   | Elenco principal (13 episodios)               |
| 1989–93 | Saved by the Bell                       | Zack Morris                   | Elenco principal (86 episodios)               |
| 1990    | Murphy Brown                            | Wes                           | Episodio: "I Want My FYI"                     |
| 1992    | Saved by the Bell: Hawaiian Style       | Zack Morris                   | Película para televisión                      |
| 1992    | Blossom                                 | Kevin                         | Episodio: "Losing Your... Religion"           |
| 1993–94 | Saved by the Bell: The College Years    | Zack Morris                   | Elenco principal (19 episodios)               |
| 1994    | For the Love of Nancy                   | Tommy Walsh                   | Película para televisión                      |
| 1994    | Saved by the Bell: Wedding in Las Vegas | Zack Morris                   | Película para televisión                      |
| 1994    | Saved by the Bell: The New Class        | Zack Morris                   |                                               |
| 1996    | Brothers of the Frontier                | Hiram Holcomb                 | Película para televisión                      |
| 1996    | She Cried No                            | Scott Baker                   | Película para televisión                      |
| 1997    | Dying to Belong                         | Steven Tyler                  | Película para televisión                      |
| 1997    | Born Into Exile                         | Chris                         | Película para televisión                      |
| 1998–99 | Hyperion Bay                            | Dennis Sweeny                 | Elenco principal (17 episodios)               |
| 2000    | D.C.                                    | Pete Komisky                  | Elenco principal (7 episodios)                |
| 2001    | The Princess and the Marine             | Jason Johnson                 | Película para televisión                      |
| 2001    | Beer Money                              | Tim Maroon                    |                                               |
| 2001    | Law & Order: Special Victims Unit       | Wesley Jansen / Peter Ivanhoe | Episodio: "Sacrifice"                         |
| 2001–05 | NYPD Blue                               | Det. John Clark, Jr.          | Elenco principal (76 episodios)               |
| 2002    | Alikes                                  |                               |                                               |
| 2002    | Atomic Twister                          | Dep. Jake Hannah              | Película para televisión                      |
| 2002    | Hitched                                 | Michael                       |                                               |
| 2005    | Over There                              | John Moffet                   | 2 episodios                                   |
| 2005–06 | Commander in Chief                      | Richard 'Dickie' McDonald     | Papel recurrente (10 episodios)               |
| 2006    | 2006 film                               | Kim                           | Película para televisión                      |
| 2007    | Law Dogs                                | Evan Marlowe                  |                                               |
| 2007    | John from Cincinnati                    | Jake Ferris                   | 3 episodios                                   |
| 2008    | Robot Chicken                           | Zack Morris / Employee (voz)  | Episodio: "Boo Cocky"                         |
| 2008–09 | Raising the Bar                         | Jerry Kellerman               | Elenco principal (25 episodios)               |
| 2010    | Rizzoli & Isles                         | Garrett Fairfield             | Episodio: "Money For Nothing"                 |
| 2010    | Weeds                                   | Jack                          | Episodio: "Gentle Puppies"                    |
| 2011–14 | Franklin & Bash                         | Peter Bash                    | Elenco principal (40 episodios)               |
| 2011    | 12 Dates of Christmas                   | Miles                         | Película para televisión                      |
| 2012    | Don't Trust the B---- in Apartment 23   | Él mismo                      | Episodio: "A Reunion"                         |
| 2013    | Men at Work                             | Tim                           | Episodio: "Weekend at PJ's"                   |
| 2013    | Happy Endings                           | Chase                         | Episodios: "The Ex Factor" & "Un-sabotagable" |
| 2014    | Flipping Out                            | Él mismo                      | Episodio: "Due Date"                          |
| 2014–15 | CSI: Crime Scene Investigation          | Jared Briscoe / Paul Winthrop | Papel recurrente (4 episodios)                |
| 2015    | Truth Be Told                           | Mitch                         | Elenco principal                              |
| 2016    | Pitch                                   | Mike Lawson                   | Elenco principal                              |
| 2016    | Dinner at Tiffani's                     | Él mismo                      | Episodio: "Christmas at Tiffani's"            |
| 2016    | Celebrity Name Game                     | Él mismo                      |                                               |
| 2018    | Nobodies                                | Él mismo                      | Personaje recurrente (12 episodios)           |
| 2018    | The Passage                             | Brad Wolgast                  | Elenco principal (10 episodios)               |
| 2019    | Mixed-ish                               | Paul Johnson                  | Elenco principal (23 episodios)               |
| 2020    | Saved by the Bell                       | Zack Morris                   | Papel recurrente                              |

## Premios y nominaciones
| Año  | Premio              | Categoría                                            | Título                   | Resultado |
| ---- | ------------------- | ---------------------------------------------------- | ------------------------ | --------- |
| 1989 | Young Artist Awards | Best Young Actor in a Cable Family Series            | Good Morning, Miss Bliss | Nominado  |
| 1990 | Young Artist Awards | Outstanding Young Ensemble Cast                      | Good Morning, Miss Bliss | Nominado  |
| 1991 | Young Artist Awards | Best Young Actor Starring in an Off-Primetime Series | Saved by the Bell        | Ganador   |
| 1992 | Young Artist Awards | Best Young Actor Starring in an Off-Primetime Series | Saved by the Bell        | Nominado  |
| 1993 | Young Artist Awards | Best Young Actor Starring in an Off-Primetime Series | Saved by the Bell        | Nominado  |